# 배트맨: 다크 나이트 리턴즈
배트맨 : 다크 나이트 리턴즈(Batman: The Dark Knight Returns)은 미국에서 제작된 제이 올리바 감독의 2012년 애니메이션, 액션 영화이다. 피터 웰러 등이 주연으로 출연하였다.
이 영화는 두 부분으로 구성되는 애니메이션 슈퍼히어로 영화이다. 1986년의 만화책 다크 나이트 리턴즈를 각색한 것이다.

## 출연

### 주연
- 피터 웰러
- 아리엘 윈터
- 데이빗 셀비
- 웨이드 윌리암스

### 조연
- 카를로스 엘라즈라퀴
- 디 브래들리 베이커
- 페짓 브루스터
- 마리아 카날스 바레라
- 캐시 카바디니
- 타운젠드 콜맨
- 그레이 딜라일
- 마이클 에머슨

## 제작진
- 원작자: 프랭크 밀러